# Cnidoscolus hypoleucus
Cnidoscolus hypoleucus är en törelväxtart som först beskrevs av Ferdinand Albin Pax, och fick sitt nu gällande namn av Ferdinand Albin Pax. Cnidoscolus hypoleucus ingår i släktet Cnidoscolus och familjen törelväxter.
Artens utbredningsområde är Peru. Inga underarter finns listade i Catalogue of Life.